# University of Western Cape Ladies Football Club
Le University of Western Cape LFC, souvent abrégé en UWC, est un club féminin de football sud-africain basé au Cap. Il évolue actuellement en première division sud-africaine. C'est la section féminine de football des équipes de l'Université du Cap-Occidental.

## Histoire
L'équipe est financée par l'Université du Cap-Occidental, qui alloue plus de fonds à l'équipe féminine qu'à l'équipe masculine.
L'UWC atteint la finale de la Varsity Cup en 2019, face aux quintuples championnes de TUT, et accroche le nul (1-1) avant de perdre aux tirs au but (1-4). La même année, le club fait partie des équipes fondatrices de la National Women's League, après avoir remporté la Sasol League Western Cape. Pour son premier match, l'UWC est tenue en échec par le Bloemfontein Celtic (0-0). L'équipe termine finalement huitième.
En 2021, l'UWC décroche enfin le titre en Varsity Cup en battant les Tuks de l'Université de Pretoria en finale (0-0, 4-3). Pour la deuxième saison de SNWL, l'UWC termine troisième.
L'UWC est battue en finale de la Varsity Cup 2022 par l'UJ aux tirs au but (0-0, 3-5). L'équipe atteint la deuxième place en championnat, derrière les Mamelodi Sundowns.
En 2023, l'UWC retrouve son titre en Varsity Women's Cup en prenant sa revanche sur l'UJ en finale (2-0),. En championnat, le club fait jeu égal avec les Mamelodi Sundowns mais perd à domicile 0-1 face à son rival.
La deuxième place obtenue en championnat lors de la saison 2023 offre un billet au club pour la Ligue des champions du COSAFA 2024 en tant que représentant sud-africain, les Mamelodi Sundowns ne participant pas à la compétition cette année-là. L'UWC termine première de sa poule et écrase les Young Buffaloes 6-0 en demi-finale pour affronter Gaborone United en finale. Noxolo Cesane ouvre le score mais les Botswanaises égalisent rapidement. Les joueuses du Cap remportent finalement la séance de tirs au but (9-8) et décrochent le titre. Grâce à ce sacre régional, le club se qualifie pour la première fois pour la Ligue des champions africaine.

## Palmarès
Ligue des champions du COSAFA (1) :
- Vainqueur en 2024

Varsity Women's Cup (2) :
- Vainqueur en 2021 et 2023
- Finaliste en 2019 et 2022

## Personnalités notables

### Anciennes joueuses
- Kholosa Biyana
- Noxolo Cesane
- Thembi Kgatlana
- Leandra Smeda

## Rivalités
Le principal rival de l'UWC est l'Université de Johannesbourg (UJ).